# Gersoniska stiftelsen

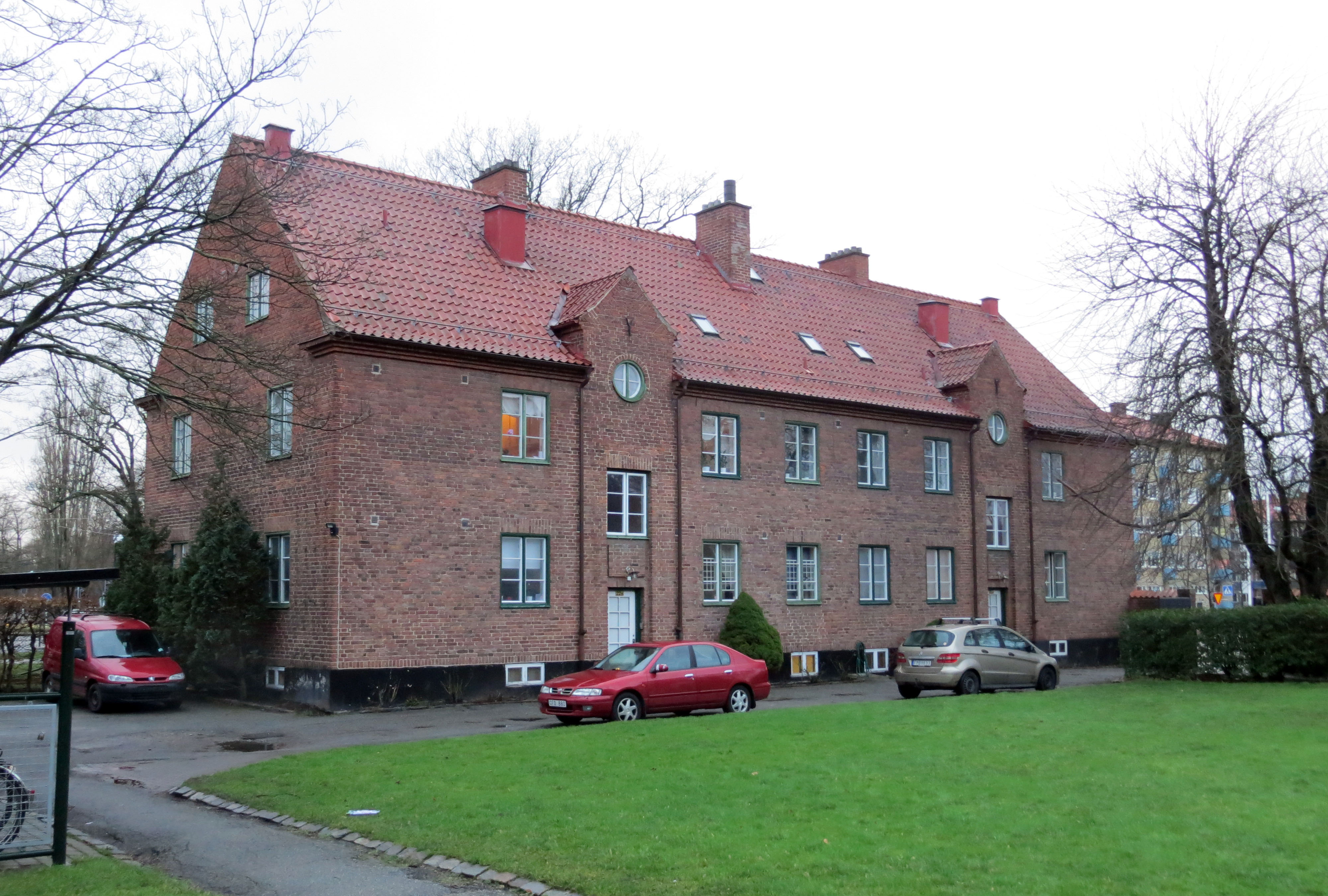
Gersoniska stiftelsens hus från 1929 i Malmö.

Gersoniska stiftelsen är en välgörenhetsstiftelse knuten till Malmö som grundar sig på en testamentarisk gåva från rektorskan Sanna Maria Gersonii. Syftet var att bereda fattiga invånare kostnadsfria bostäder i en stiftelsebyggnad. Efterhand kom denna stiftelse att samadministreras med den von Conowska stiftelsen. Stiftelsens byggnad var belägen vid Själbodgatan helt nära S:t Petri kyrka i Malmö.
År 1929 såldes byggnaden som ju låg på en attraktiv, centralt belägen tomt och i stället lät man uppföra två nya stiftelsebyggnader för de två stiftelserna vid Smedjegatan 20–22, nära Universitetssjukhuset i Malmö. Gersoniska stiftelsen inrymdes i den mindre byggnaden med 14 en- och tvårumslägenheter. Båda stiftelsebyggnaderna ritades under medverkan av arkitekterna Carl Melin och Fritz Österlind.
Vid en större översyn av flera bostadsstiftelser i Malmö omkring 1970 frånhände sig Gersoniska stiftelsen sin byggnad och förenade sig med tolv andra stiftelser i bostadskomplexet Södertorpsgården vid Teknikergatan 23–27.